# 리틀 보이 (영화)
《리틀 보이》(영어: Little Boy)는 2015년 공개된 미국의 전쟁 드라마 영화이다.

## 배역
- 제이컵 살바티 - 페퍼 플린트 버즈비 역
- 데이비드 헨리 - 런던 버즈비 역
- 케빈 제임스 - 폭스 역
- 에밀리 왓슨 - 에마 버즈비 역
- 테드 레빈 - 샘 역
- 마이클 라파포트 - 제임스 버즈비 역
- 앨리 랜드리 - 아바 역
- 벤 채플린 - 벤 이글 역